# 茗烟

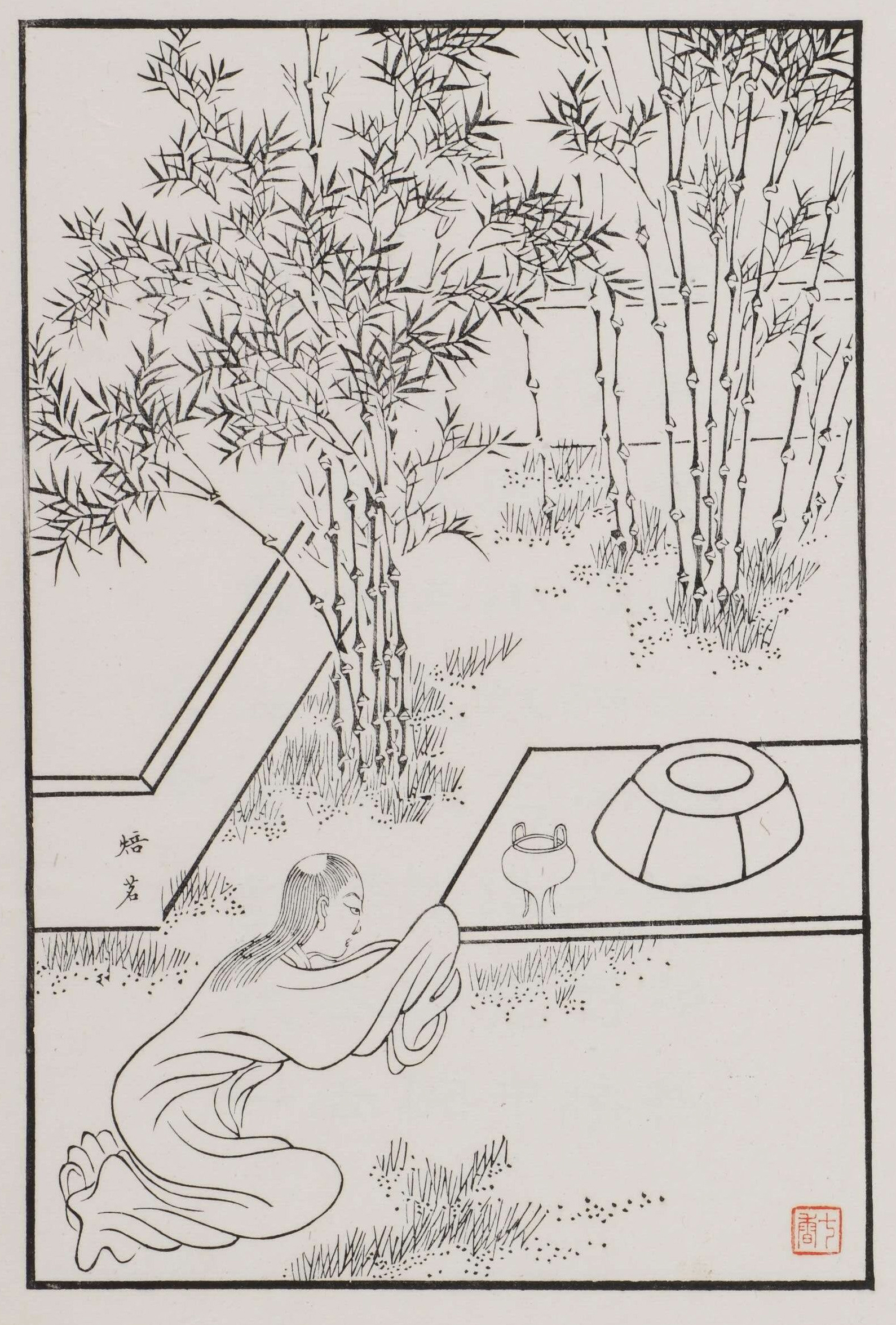
茗烟,【清】改琦绘

茗烟，《红楼梦》人物，因作者作书删减修改次数过多，有的回目被称为“焙茗”，贾宝玉的心腹小廝。他不谙世事，是宝玉第一个得用的，也淘气顽皮，是宝玉叛逆思想、叛逆行为的支持者和同情者。经常带宝玉私自外出。宝玉和黛玉偷偷看的《牡丹亭》，《西厢记》等禁书就是他偷偷带进大观园来的，本来是给宝玉解闷用的，但也直接加速了宝黛之间的爱情进程。
《红楼梦》第二十四回：茗烟回头，见是贾芸，便笑道：“何苦二爷唬我们这么一跳。”因又笑说：“我不叫茗烟了，我们宝二爷嫌‘烟’字不好，改了叫‘焙茗’了。二爷明儿只叫我焙茗罢。”